# Отдельная армия

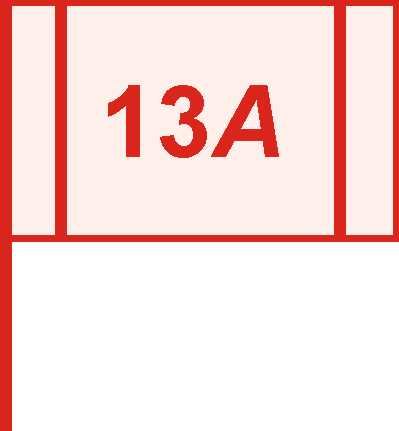
Советский (русский) условный (знак) армия (общевойсковая, полевая), применяемое в документах, для отдельной армии предусмотрено сокращение ОА.

Условные тактический знак применяемый в документах НАТО для армии и ВВС. (англ. NATO Joint Military Symbology)

Отдельная армия (сокращённо: ОА) — отдельное формирование (отдельное оперативно-стратегическое объединение, армия) рода войск (сил) вида вооружённых сил (ВС) государства, предназначается для ведения самостоятельных стратегических операций, на отдельном операционном направлении, не входящая в состав фронта (группы армий (армейской группы), в мирное время — в состав военного округа (округа ПВО, флота), выполняющая задачи по предназначению самостоятельно.
В зависимости от государства, его ВС, характера решаемых задач отдельная армия имеет различный состава войск (сил) и средств, которых больше чем у армий входящих в состав военных округов (фронтов) и так далее.
Подчинена командующему отдельной армии (должность которого равнозначна командующему войсками военного округа (фронта)) который соответственно подчинён главнокомандующему (главкому) на театре военных действий (ТВД) или Верховному командованию (Верховный). В ВС СССР штатная категория командующего ОА — генерал армии.

## История
Как оперативное объединение армия впервые возникла в начале XIX века. Появление армий было вызвано увеличением численности ВС, развитием оружия и военной техники, путей сообщения и возросшим пространственным размахом военных действий. В этих условиях для повышения эффективности управления, лучшего использования боевых и манёвренных возможностей войск потребовалось разделить ВС, действовавшие на театре военных действий (ТВД), на армии и первыми это начали делать русские. С 1806 года до 60-х годов XIX века Русская армия в ВС России включала корпуса (высшие соединения в пехоте и кавалерии — непостоянные), имевшие по две дивизии (постоянное войсковое соединение состоящее из двух — трёх бригад двухполкового состава и артиллерийской бригады) и артиллерийские бригады (корпусные).
Впервые отдельные армии в русской армии (РИА) были сформированы в период первой мировой войны как то: Отдельная армия № 6 и № 7 так же в литературе встречаются соответственно их просторечные наименования Петроградская армия и Одесская армия, в другом источнике указано что по штатам отдельной армии с началом Великой войны в июле — августе 1914 года было сформировано три армий: 1-я, 10-я и Кавказская армия.
Полевое управление (штаб) отдельной армии РИА сформировывалось по штатам полевого управления главнокомандующего армиями фронта (современность — командующий войсками фронта), но с сокращённым числом чинов (военнослужащих и военных чиновников), предусмотренных мобилизационным планом для фронта.
В гражданскую войну в России со стороны РККА помимо армий (полевых и конных), входивших в состав фронтов Советской России, создавались отдельные армии с непосредственным подчинением Главкому РККА. В разное время на положении отдельных действовали 5-я, 6-я, 7-я, 11-я, 12-я отдельные армии.
В Великой Отечественной войне были Отдельная Приморская Армия, 7-я Отдельная, 51, 52-я и другие). В состав отдельных армии (ОА) в зависимости от важности операционного направления, целей и боевых задач входило от трёх — четырёх до 10 — 13 стрелковых дивизий, одна — три отдельные стрелковые бригады, другие соединения и части.
К концу Великой Отечественной войны остались три отдельные армии (14-я, 37-я и Приморская), которые в 1945 году активных военных действий не вели.

Директива Ставки ВГК № 002287 командующим войсками Карельского фронта, 7-й и 54-й армиями О выводе 7-й армии из состава Карельского фронта и подчинении её Ставке

Копии: начальнику Главного управления формирования и укомплектования войск

начальнику Главного политического управления

начальнику тыла Красной Армии

начальнику Главного управления связи

народному комиссару Военно-Морского Флота

24 сентября 1941 г. 03 ч 45 м

1. В целях лучшего управления с 18 часов 24 сентября 7-ю армию со всеми входящими в её состав войсками, учреждениями и Онежской флотилией выделить из Карельского фронта и именовать «7-я Отдельная армия».

2. 7-я Отдельная армия подчиняется непосредственно Ставке Верховного Главнокомандования.

3. Генерал-лейтенант Гореленко, как не справившийся с командованием 7-й армией, отзывается в распоряжение НКО.

Командующим 7-й Отдельной армией назначается генерал армии Мерецков.

Приём и сдачу армии закончить в 24 часа со времени получения приказа.

4. Разграничительные линии 7-й армии: с Карельским фронтом — ст. Масельская, Шаверки, Пиелисъярви, все пункты для 7-й армии включительно;

с 54-й армией — Кириллов, Серхлово, Грузино, Гребухино (на южном берегу Ладожского озера), все пункты для 7-й армии включительно.

5. Для тылового обслуживания — ст. Сорока и Волховстрой — общего пользования 7-й армии с Карельским фронтом и с 54-й армией.

6. Получение и исполнение приказа подтвердить.

Ставка Верховного Главнокомандования

И. Сталин

Б. Шапошников
После 2-й мировой войны армейские объединения получили дальнейшее развитие. На их вооружение поступили новые мощные средства борьбы. Совершенствовалась организационная структура, повышалась огневая мощь, ударная сила, подвижность, способность выполнения задач в условиях применения противником как обычных средств поражения, так и оружия массового поражения.

## Состав
В Вооружённых Силах СССР состояли в:

### СВ
Отдельная армия СВ[неизвестный термин] состоит из:
- управления (штаба);
- нескольких соединений (6 — 8 армейских корпусов, одного — двух авиационных корпусов, 4 — 6 отдельных дивизий различных родов войск), так как она отдельная то и количество формирований в ней больше чем в армии;
- отдельных ракетных и артиллерийских частей, а также частей специальных войск, спецслужб и тыла.

### Войска ПВО (ВВС РККА)
Отдельная армия ВПВО (ВВС РККА) состоит из:
- управления (штаба);
- нескольких соединений (6 — 8 авиационных корпусов, одного — двух корпусов ПВО, 4 — 6 отдельных дивизий различных родов войск), так как она отдельная то и количество формирований в ней больше чем в армии ПВО округов ПВО;
- отдельных частей родов сил, а также частей спецвойск, спецслужб и тыла.

### КВ
Отдельная армия предупреждения ракетного нападения (ПРН) космических войск (КВ) состоит из:
- первый эшелон обороны или дальний эшелон обороны обеспечивают заатмосферные перехватчики 51Т6, ракеты дальнего действия в системе противоракетной обороны (ПРО) Москвы А-135 или «Амур», оснащённые осколочно-фугасной или ядерной боевой частью;
- второй эшелон обороны, обеспечивают высокоскоростные твердотопливные перехватчики 53Т6, ракеты ближнего действия в системе ПРО Москвы А-135 или «Амур», предназначенные для отражения атаки баллистических целей супостата внутри атмосферы, оснащённые осколочно-фугасной или ядерной боевой частью. В составе системы он отвечает за второй эшелон обороны;
- третий эшелон обороны, обеспечивают высокоскоростные твердотопливные перехватчики, ракеты ближайшего действия в системе ПРО Москвы А-135 или «Амур»;

## Примеры

### Россия
- 6-я полевая армия
- 7-я полевая армия
- Западная отдельная армия
- Южная отдельная армия
- Оренбургская отдельная армия
- Отдельная Кавказская армия
- Особая Краснознаменная Дальневосточная армия
- 1-я Краснознамённая отдельная армия
- 2-я Краснознамённая отдельная армия
- Отдельная Приморская армия[6][8]
- 4-я отдельная армия[8]
- 7-я отдельная армия[6][8][9]
- 14-я отдельная армия[8]
- 37-я отдельная армия[8]
- 51-я отдельная армия[6][8]
- 52-я отдельная армия[8]
- 6-я Краснознамённая отдельная армия ПВО
- отдельная армия предупреждения о ракетном нападении[10]